# Мечеть Хазрат Умар
Мечеть Хазрат Умар (туркм. Hezreti Omar metjidi) — велика мечеть в Ашгабаті. Місткість становить 3000 осіб. Розташована на мікрорайоні Парахат-7.

## Історія
Побудована з наказом президента Гурбангули Бердимухаммедов, будувала компанія Aga Gurluşyk з релігійної організації Hoja Ahmet Yasawy.
Церемонія відкриття відбулася 26 вересня 2018.

## Архітектура
Загальна площа мечеті складає 13 000 м². Висота центрального купола з основи мечеті складає 40 м, невеликі куполи 23 м. Чотири мінарети у будівлі з висотою 63 м від фундаменту.
Як матеріал використовували мармур, граніт, цінні види деревини. На стінах мечеті містяться сури Корану, що займає окреме місце в прикрасі мечеті.
Молитовна зала призначена для одночасної участі в молитві 3000 осіб. Верхній поверх для жінок.
На території мечеті є спеціальна будівля для садака, ритуальних церемоній та паркування.